# Harald Kreutzberg
Pour les articles homonymes, voir Kreutzberg.
 (janvier 2015).
Si vous disposez d'ouvrages ou d'articles de référence ou si vous connaissez des sites web de qualité traitant du thème abordé ici, merci de compléter l'article en donnant les références utiles à sa vérifiabilité et en les liant à la section « Notes et références ».
Harald Kreutzberg, né le 11 décembre 1902, et mort le 25 avril 1968, est un danseur qui fut l’un des représentants les plus populaires de la danse expressionniste allemande.

## Biographie
Élève de Mary Wigman, il se produisit avec elle ainsi qu’avec Yvonne Georgi, également élève de Wigman. Le couple Georgi-Kreutzberg est considéré comme le couple de danseurs le plus célèbre de son époque. Il eut une profonde influence sur toute une génération de danseurs américains.
Dès 1932, il donne des cours à la ballerine américaine Ruth Page en Autriche. Il a dansé avec elle professionnellement pendant plusieurs années jusqu'en 1936 aux États-Unis, Japon et Canada.